# Мукачевская городская община
Мукачевская городская общи́на (укр. Мукачівська міська громада) — территориальная община в Мукачевском районе Закарпатской области Украины.
Административный центр — город Мукачево.
Население составляет 110 511 человек. Площадь — 270,1 км².

## Населённые пункты
В состав общины входит 1 город (Мукачево) и 17 сёл:
- Барбово
- Горбок
- Дерцен
- Доробратово
- Завидово
- Залужье
- Ключарки
- Лавки
- Макарово
- Негрово
- Нижний Коропец
- Новое Давыдково
- Павшино
- Пестрялово
- Ромочевица
- Форнош
- Шенборн